# Coppa del mondo di mountain bike 2002
La Coppa del mondo di mountain bike 2002 organizzata dall'Unione Ciclistica Internazionale (UCI) e supportata da Tissot, si è disputata su tre discipline: cross country (5 tappe), downhill e four-cross (5 tappe contro le 6 previste, con una tappa in meno dopo la defezione della località canadese di Grouse Mountain).

## Cross country
| Data              | Luogo             | Vincitore        | Vincitrice          |
| ----------------- | ----------------- | ---------------- | ------------------- |
| 19 maggio         | Madrid            | Bart Brentjens   | Marga Fullana       |
| 26 maggio         | Houffalize        | Christoph Sauser | Marga Fullana       |
| 30 giugno         | Mont-Sainte-Anne  | Filip Meirhaeghe | Annabella Stropparo |
| 7 luglio          | Grouse Mountain   | Filip Meirhaeghe | Sabine Spitz        |
| 8 settembre       | Les Gets          | Ryder Hesjedal   | Marga Fullana       |
| Classifica finale | Classifica finale | Filip Meirhaeghe | Alison Dunlap       |

## Downhill
| Data              | Luogo             | Vincitore     | Vincitrice             |
| ----------------- | ----------------- | ------------- | ---------------------- |
| 2 giugno          | Fort William      | Chris Kovarik | Tracy Moseley          |
| 9 giugno          | Maribor           | Chris Kovarik | Anne-Caroline Chausson |
| 30 giugno         | Mont-Sainte-Anne  | Steve Peat    | Anne-Caroline Chausson |
| 14 luglio         | Telluride         | Steve Peat    | Anne-Caroline Chausson |
| 8 settembre       | Les Gets          | Steve Peat    | Anne-Caroline Chausson |
| Classifica finale | Classifica finale | Steve Peat    | Anne-Caroline Chausson |

## Four-cross
| Data              | Luogo             | Vincitore     | Vincitrice             |
| ----------------- | ----------------- | ------------- | ---------------------- |
| 1º giugno         | Fort William      | Cédric Gracia | Anne-Caroline Chausson |
| 8 giugno          | Maribor           | Mike King     | Anne-Caroline Chausson |
| 29 giugno         | Mont-Sainte-Anne  | Eric Carter   | Anne-Caroline Chausson |
| 13 luglio         | Telluride         | Eric Carter   | Sabrina Jonnier        |
| 7 settembre       | Les Gets          | Bas De Bever  | Anne-Caroline Chausson |
| Classifica finale | Classifica finale | Brian Lopes   | Anne-Caroline Chausson |